# Středoevropské včelaření
Středoevropský způsob včelaření (dvouprostorové včelaření) vznikl na půdorysu území Rakousko-Uherska a německy mluvících zemí. Přestože různojazyčné včelařské spolky byly nacionalisticky orientovány, dokázaly mezi sebou rychle přejímat pokrokové myšlenky a vyvinuly způsob ošetřování včelstev, kterým se střední Evropa na jedno století zásadně odlišila od zbytku světa. Základní myšlenkou, odlišující je od jiných způsobů, je podpora nikoliv nejsilnějších, ale slabších včelstev.

## Vývoj
Původně šlo vlastně o rojové včelaření. Včela medonosná v Evropě žije odnepaměti divoce v dutinách stromů a tak měli evropští včelaři možnost sledovat přežití i slabších včelstev. Včelař v máji sebral včelí roj a usadil jej do košnice či klátu. V podletí zkontroloval úly a zrušil včelstva nejsilnější z nichž získal med a včelstva nejslabší, která by pravděpodobně nepřežila zimu.
Včely ze zrušených úlů se „vžebraly“ do ponechaných včelstev a včelař ponecháním včelstev středního standardu zvyšoval dlouhodobou kvalitu svých včelstev.
- V 19. století ve včelařském oboru došlo k revoluci. Byl objeven včelí rámek – rozběrné dílo a mateří mřížka. Byla také zavedena výroba mezistěn.

## Středoevropská teorie
Život včel byl podroben vědeckému pozorování. Tato pozorování přinesla ve světě názor, že silná včelstva přinesou více medu.
Ve střední Evropě však dospěli včelařští odborníci k opačnému závěru. Podle nich nejistou snůšku zvládne i slabší včelstvo, zvláště pak, bude-li v úlu dobře tepelně izolováno.
Druhá zásadní teorie středoevropského včelaření zněla: „Pokud včelstvo přináší sladinu, reflexivně reaguje zvýšeným plodováním.“
Včelařskou technologii která vznikla spojením důrazu na tepelnou izolovanost úlu a „podněcování“ cukrovým sirupem nazýváme Středoevropský způsob včelaření.

## Postup podle středoevropského způsobu
- Podletí. Odebrání plástů z medníku a nahrazení mateří mřížky stropním krmítkem. Zúžení česna a započetí podzimního krmení.
- Podzim. Zúžení včelstva a ukončení krmení silným cukrovým roztokem. Zrušení stropního krmítka a provedení maximální možné tepelné izolace.
  - Zima. Zamřížování česna proti hlodavcům. Občasné kontroly „hadičkou“. Kontrola česen proti zasněžení. Klid.
- Předjaří. Kontrola prvního proletu a zřízení napajedla. Zúžení včelstva, komorování zásob, poškrabání zásobních plástů. Kontrolní rozebrání a prohlídka včelstev.
- Jaro. Rozšíření plodiště, přes zimu ve skladu ukrytými soušemi. Jako poslední, přijde za okýnko stavební rámek.
- Plné jaro. Jakmile včely obsadí za okýnkem i poslední (stavební) rámek, včelař rozebere včelstvo a umístí zavíčkované plodové plásty do medníku a tyto v plodišti nahradí odzadu rámky s mezistěnami.
- Sezóna. Včelař každý týden zkontroluje okénkem stavební rámek, který pak vždy vyřeže. Pokud včely staví matečníky nebo se včelař domnívá, že by měl opět převěsit plodové plásty do medníku, pak rozebere postupně celé včelstvo a případně zlikviduje matečníky. Kdykoli jsou v medníku zavíčkované plásty s medem je nutno tyto vytočit, aby se uvolnil prostor pro převěšení plodových plástů. Včelí matka však v tomto období dokáže zaklást nezvládnutelné množství plástů. Matku je tedy nutno v kladení omezit a právě zde je důležitá mateří mřížka, která matku udrží v plodišti.
- Roj. Jakmile vyletí včelí roj, rojové včely pátračky se vydávají do širokého okolí objevit příhodné obydlí. Roj prozatím usedne, většinou na strom poblíž úlu. Toto je nejvýhodnější okamžik k sebrání roje. Většinou se řeže z žebříku celá větev i s rojem. Roj se pak na zemi „sklepne“ do krabice (rojáku) s nadějí, aby do rojáku spadla i matka. Pokud se tak stalo, včely matku následují do rojáku. Pokud ne, pak se včelstvo i s matkou vrací na strom a včelař je nucen provést další pokus. Je-li roj v rojáku, pak včelař večer roják zavře a odnese do sklepa. Na roják nasadí podněcovací krmítko a krmí. Asi po třech dnech, když už má dojem, že se včely uklidnily, si nachystá úl plný rámků s mezistěnami a včely do něj umístí. Rojové včely si ve svých tělech nesou z vyrojeného včelstva spoustu zásob a jsou schopny připravené mezistěny rychle postavit.
- Léto. Vytáčí se poslední plásty z medníku a staré plásty v plodišti se nahrazují takzvanými „žemlovými soušemi“. Staré plásty, poté co se z nich v medníku vylíhne poslední plod, se likvidují. Provádí se přiměřené podněcování.
- Konec včelařského roku

## Dnešní stav
Při dnešním stavu vědy o včelách i středoevropští včelaři opouštějí dogmata o přímé úměře podněcování=plodování neboť se ukázalo, že je plodování u včel více ovlivněno genetikou než všemi ostatními vlivy. Také že řádné zakrmení včelstva v podletí mnohonásobně převýší a nahradí význam tzv. podněcování.
V dnešní moderní nástavkové technologii se místo převěšování jednotlivých rámků pracuje s celými nástavky plnými rámků.